# Adeus, Mr. Chips (1969)
Adeus, Mr. Chips (em inglês:  Goodbye, Mr. Chips) é um filme norte-americano de 1969, do gênero musical, dirigido por Herbert Ross e estrelado por Peter O'Toole e Petula Clark.

## Produção
Adeus, Mr. Chips é a refilmagem, em forma de musical, da produção homônima de 1939, que reuniu Robert Donat e Greer Garson. As canções foram compostas por Leslie Bricusse e interpretadas, na maioria, por Petula Clark. Apesar da transposição de gêneros ter sido bem feita, o filme não conseguiu fazer com que as velhas gerações esquecessem o original nem conseguiu atrair os mais jovens. Com isso, o musical não fez sucesso nas bilheterias.
Ao contrário da maioria dos musicais, não há um final feliz para Adeus, Mr. Chips.
O filme marca a estreia no cinema do diretor Herbert Ross e, entre várias premiações, recebeu duas indicações ao Oscar, uma para a atuação de Peter O'Toole e outra para a trilha sonora de Bricusse e John Williams.
Segundo Ken Wlaschin, este é um dos dez melhores trabalhos da carreira de O'Toole.

## Sinopse
Arthur Chipping é um professor não muito querido pelos alunos de um colégio na Londres da década de 1920. Enquanto aguarda uma promoção a diretor, que parece nunca chegar, conhece Katherine Bridges, artista de music hall, que possui um passado nebuloso. Contra todas as expectativas, eles se casam e permanecem juntos através dos anos, apesar das diferenças culturais e de temperamento. Nos estertores da Segunda Guerra Mundial, Arthur consegue ser promovido, mas Katherine tem um indesejável encontro com o destino.

## Premiações
| Patrocinador                                            | Prêmio        | Categoria | Situação               |
| ------------------------------------------------------- | ------------- | --- | ---------------------- |
| Academia de Artes e Ciências Cinematográficas           | Oscar         | Melhor Ator (Peter O'Toole) Melhor Trilha Sonora                                                                           | Indicado               |
| Associação de Correspondentes Estrangeiros de Hollywood | Golden Globe  | Melhor Ator em Comédia ou Musical (Peter O'Toole) Melhor Atriz Coadjuvante - Cinema (Siân Phillips) Trilha Sonora Original | Vencedor Indicado      |
| National Board of Review                                | NBR Award     | Melhor Ator (Peter O'Toole) Dez Melhores Filmes de 1969                                                                    | Vencedor Escolhido     |
| National Society of Film Critics                        | NSFC Award    | Melhor Ator (Peter O'Toole) Melhor Atriz Coadjuvante (Siân Phillips)                                                       | Segundo lugar Vencedor |
| Academia Italiana de Cinema                             | David         | Melhor Ator Estrangeiro (Peter O'Toole)                                                                                    | Vencedor               |
| Festival de Giffoni                                     | Grifo de Ouro | Melhor Filme | Vencedor               |

## Elenco
| Ator/Atriz       | Personagem             |
| ---------------- | ---------------------- |
| Peter O'Toole    | Arthur Chipping        |
| Petula Clark     | Katherine Bridges      |
| Michael Redgrave | Diretor da escola      |
| George Baker     | Lorde Sutterwick       |
| Siân Phillips    | Ursula Mossbank        |
| Michael Bryant   | Max Staefel            |
| Jack Hedley      | William Baxter         |
| Alison Leggatt   | Esposa do diretor      |
| Clinton Greyn    | Bill Calbury           |
| Barbara Couper   | Senhora Paunceforth    |
| Michael Culver   | Johnny Longbridge      |
| Elspeth March    | Senhora Summersthwaite |
| Clive Morton     | General Paunceforth    |
| Ronnie Stevens   | Algie                  |